# Dougall's
Dougall's es una fábrica de cerveza artesana ubicada en Liérganes (Cantabria, España) fundada en 2006 por el inglés Andrew Thomas Dougall. 

## Historia
Andrew Dougall llegó a Cantabria en 1997 para tratar asuntos relacionados con su editorial de libros y quedó atraído por esta tierra, con un clima similar al británico. Anteriormente en Inglaterra había trabajado en una fábrica de cerveza y Dougall llegó a la conclusión de que en España la mayoría de las marcas de cerveza saben muy parecidas y que podía ofrecer algo distinto. Así que en 2003 comenzó a elaborar y distribuir los primeros lotes de cerveza bajo la marca Dougall´s, que inicialmente no se embotellaban sino que se distribuían en cask (barriles de madera) al estilo de las ales británicas.
En 2006, la cervecera se convierte en pionera del sector artesanal, con una producción de 15 000 litros anuales, alcanzando en la actualidad una capacidad productiva de 500 000 litros, con una plantilla de seis empleados. Su producción ha tenido un crecimiento anual progresivo, desde los 61 534 litros en 2012, 84 400 litros en 2013, 148 960 litros en 2014 y 196 740 litros en 2015. Su filosofía empresarial básica es el entorno en el que se elabora y produce la cerveza, ya que simboliza «nuestro respeto por las áreas rurales y nuestro vínculo con la naturaleza». Se encuentra entre ocho empresas que trabajan con el Centro de Investigación y Formación Agraria en proyecto para elaborar la primera cerveza sin gluten de Cantabria.
En mayo de 2019 mediante una campaña de crowdfunding logran financiación por 1.250.000 euros destinada a ampliar su fábrica y duplicar la producción.

## Premios
- Barcelona Beer Challenge 2016. Las dos medallas de oro recayeron en las marcas Raquera, dentro de la categoría «European Lager», y en Happy Otter, en la categoría «American Pale Ale». La medalla de bronce fue para Session Stout, dentro de la categoría Dark Beer.[5]
- Brussels Beer Challenge 2015. 942, medalla de plata en la categoría «Best Bitter».[6]
- Tres de sus cervezas se sitúan en el top 50 de las mejores cervezas de España según RateBeer, una web de calificación de cervezas.[7][8]

## Cervezas
- 942. American Pale Ale de 4.2% vol. Medalla de Plata en el Brussels Beer Challenge 2015.
- 942 IPA. India Pale Ale de 7% vol. Una cerveza potente en malta y lúpulo. La hermana mayor de la 942.
- Tres Mares. Amber Ale de 5.2% vol. Cerveza de color cobrizo, el lúpulo Palisade aporta toques resinosos y cálidos.
- Happy Otter. American Pale Ale de 5.6% vol. Medalla de Oro en Barcelona Beer Festival 2016.
- Raquera. Pilsen de 5% vol. Medalla de Oro en Barcelona Beer Festival 2016.
- Leyenda. Special Bitter de 5.8% vol. Medalla de Plata en Brussels Beer Challenge 2015.
- Session Stout. Stout de 4.2% vol. Medalla de Bronce en Barcelona Beer Festival 2016.
- 75 Day Lager. Lager lupulada de 6% vol.
- Hermosa. Summer Ale. Elaborada desde 2013 en verano.
- Haití. Imperial Stout de 8% vol. Cerveza solidaria destinada a recaudar fondos para recuperar los recursos pesqueros de una ciudad del sur de Haití. Ya no se elabora.
- IPA 1-8. Distintos lotes de India Pale Ales que han ido utilizando distintos lúpulos y maltas. Su graduación ha variado: las tres primeras tenían 6.8% vol. Las tres siguientes (IPA 4-6) tenían 6% vol. y las IPA 7 y 8 tienen 7% vol.